# Nikollë Lesi
Nikollë "Nikoll" Lesi, född den 6 augusti 1963 i Lezha i Albanien, är en albansk journalist och politiker.
Han har studerat medierelationer vid Tiranas universitet.
Från 1988 till 1997 var han journalist. 1991 grundade han tidningen Koha Jonë. Från 1997 har han varit parlamentsledamot.
Sedan 2002 har han varit partiledare för Kristdemokraterna.
2004 beskylldes han offentligt av dåvarande premiärminister Fatos Nano för att under gerillakriget i Kosovo ha varit involverad i vapensmuggling.